# Messen
Messen är en ort och kommun i distriktet Bucheggberg i kantonen Solothurn, Schweiz. Kommunen har 1 496 invånare (2023). Den 1 januari 2010 inkorporerades kommunerna Balm bei Messen, Brunnenthal och Oberramsern in i Messen.
Byn Messen är ekonomiskt centrum för övre Limpachdalen, ett slättland på sydsidan av Bucheggberg. Kollektivtrafiken utförs av postbussar med anslutning till järnvägen Bern-Solothurn.

## Historia
I Messen har man funnit keltiska och romerska husgrunder. Byn omnämns år 1223 som "Messon". Den kom 1410 under Solothurns inflytande men reformerades från Bern.